# Meliaceae
Meliaceae es una familia ampliamente distribuida en los trópicos y subtrópicos, con algunos representantes en las zonas templadas. Ocupa gran variedad de hábitats, que van desde bosques lluviosos hasta áreas semidesérticas. La familia Meliaceae está representada por 51 géneros con aproximadamente 575 especies. En el Neotrópico se reportan 120 especies ubicadas en 14 géneros, de los cuales solo ocho son identificados como nativos de la región neotropical: Cabralea, Carapa, Cedrela, Guarea, Ruagea, Schmardea, Swietenia y Trichilia. El género tipo es Melia. 

## Características
Árboles o arbustos, generalmente con madera dura y colorida; polígamomonoicos o polígamo-dioicos. Hojas persistentes o caducas, alternas, rara vez opuestas o arregladas en espiral, pinnado-compuestas, bipinnadas o menos frecuente 3-folioladas o rara vez 1-folioladas, exestipuladas; folíolos con margen entero, aserrado o lobado, con glándulas secretoras o nectarios extraflorales pelos escamosos en líneas o papilas o puntos pelúcidos en el envés. Inflorescencias axilares o terminales, en tirsos, panículas, racimos, espigas, corimbos, umbelas, cimas simples o compuestas. Flores bisexuales y/o unisexuales (con órganos vestigiales del sexo opuesto), 4-5(-7)-meras, lóbulos libres o connatos en la base; cáliz imbricado, rara vez valvado; corola imbricada o convoluta, pétalos alternos a los sépalos, adnatos al tubo estaminal; estambres 8-10(-25), filamentos connatos parcial o totalmente en un tubo estaminal, rara vez libres, con dientes (apéndices) entre o fuera de las anteras, opuestos o alternos a ellas, anteras ditecas, dehiscencia longitudinal; disco nectarífero anular, a veces adnato al ovario, intraestaminal, ocasionalmente formando un androginóforo; ovario súpero, 2-5-carpelar, 4-5(-20)locular; placentación axilar, óvulos 1(-16) por lóculo, estilo alargado, estigma capitado o discoidal. Cápsulas, bayas o drupas; semillas generalmente ariladas, alada o con un tegumento envolvente delgado, endospermo presente o ausente. Número cromosómico 2n = 16.

## Usos
Algunas especies se utilizan como biodiésel, para elaboración de jabones y la muy apreciada madera de caoba.
Algunas de las especies con importancia económica:
- Azadirachta indica (India)
- Carapa procera (Sudmérica y África)
- Cedrela odorata (América del Sur y Central de reconocido aroma, conocida también como "cedro" en Centroamérica y Las Antillas)
- Entandrophragma cylindricum (África tropical)
- Entandrophragma utile (África tropical)
- Guarea cedrata (África)
- Guarea thompsonii (África)
- Khaya ivorensis (África tropical)
- Khaya senegalensis (África tropical)
- Melia azedarach (Queensland, India y Sureste de China)
- Swietenia species (América tropical)
- Toona australis (Australia), a menudo incluida en  Toona ciliata (seq.)
- Toona ciliata (India, Sureste de Asia y Este de Australia)

## Géneros

Aglaia odorata

Cedrela odorata

| - Aglaia - Anthocarapa - Aphanamixis - Astrotrichilia - Azadirachta - Cabralea - Calodecarya - Capuronianthus - Carapa - Cedrela - Chisocheton - Chukrasia - Cipadessa - Dysoxylum - Ekebergia - Entandrophragma - Guarea - Heckeldora - Humbertioturraea - Khaya - Lansium - Lepidotrichilia - Lovoa - Malleastrum - Melia Melia azederach L., falsa caoba, flores rojas y hojas bipinnadas. Melia azadirachta | - Munronia - Naregamia - Neobeguea - Owenia - Pseudobersama - Pseudocarapa - Pseudocedrela - Pterorhachis - Reinwardtiodendron - Ruagea - Sandoricum - Schmardaea - Soymida - Sphaerosacme - Swietenia - Synoum - Toona - Trichilia - Turraea - Turraeanthus - Vavaea - Walsura - Xylocarpus |

## Sinónimos
- Aitoniaceae, Cedrelaceae, Swieteniaceae.